# Tolko
Tolko (deutsch Tolks) ist ein Ort in der polnischen Woiwodschaft Ermland-Masuren. Er gehört zur Gmina Bartoszyce (Landgemeinde Bartenstein) im Powiat Bartoszycki (Kreis Bartenstein (Ostpr.)).

## Geographische Lage
Tolko liegt in der nördlichen Mitte der Woiwodschaft Ermland-Masuren, 17 Kilometer südlich der früheren und heute auf russischem Hoheitsgebiet gelegenen Kreisstadt Preußisch Eylau (russisch Bagrationowsk) bzw. sechs Kilometer westlich der heutigen Kreismetropole Bartoszyce (deutsch Bartenstein). 

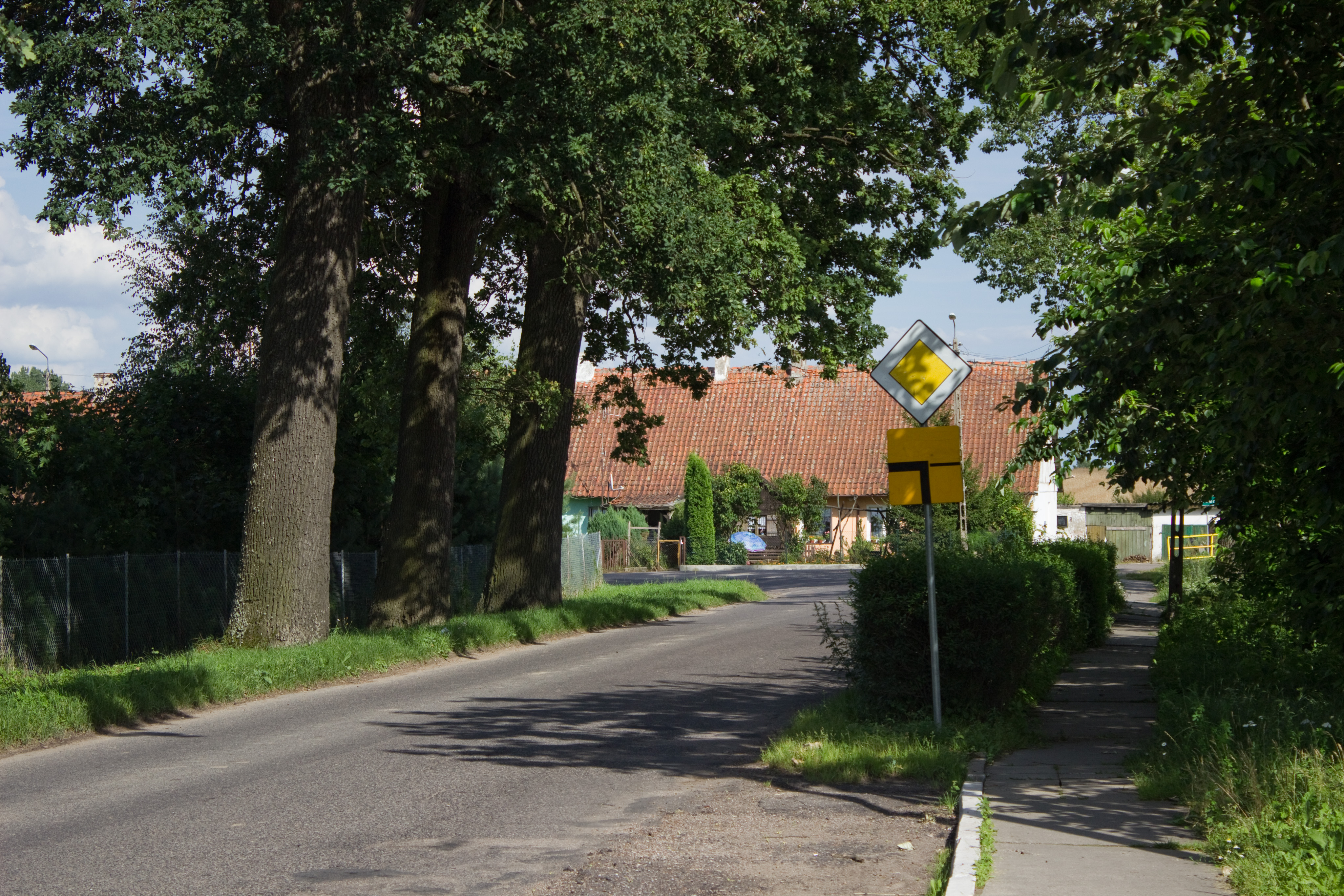
Ortsmitte von Tolko (Tolks)

## Geschichte

### Ortsgeschichte
Das Gutsdorf Tolcks (nach 1595 Tolx, ab etwa 1820 Tolks) wurde im 14. Jahrhundert – vor 1384 – angelegt. Es bestand aus einem Gut sowie einem Sägewerk. Durch Einheirat waren hier die eigentlich aus Sachsen stammenden Freiherren von Tettau-Tolks ansässig und bis 1945 Besitzer des Guts Tolks. Herzog Albrecht von Brandenburg verlieh 1533 dem Eberhard von Tettau Gut und Dorf Tolks und weitere Ländereien, die dieser vorher dem kinderlosen Fabian Tolcke abgekauft hatte.
Am 7. Mai 1874 wurde Tolks Amtsdorf und damit namensgebend für einen Amtsbezirk im Kreis Preußisch Eylau im Regierungsbezirk Königsberg der preußischen Provinz Ostpreußen. Im Jahre 1910 zählte der Gutsbezirk Tolks 399 Einwohner.
Am 30. September 1928 schlossen sich der Gutsbezirk Tolks und die benachbarte Landgemeinde Kirschitten (polnisch Kiersity) zur neuen Landgemeinde Tolks zusammen. Die Einwohnerzahlen der auf diese Weise neu formierten Gemeinde beliefen sich im Jahre 1933 auf 522 und im Jahre 1939 auf 494.
Im Jahre 1945 wurde das gesamte südliche Ostpreußen an Polen abgetreten. In diesem Zusammenhang erhielt Tolks die polnische Namensform „Tolko“ und ist heute eine Ortschaft innerhalb der Landgemeinde Bartoszyce (Bartenstein) im Powiat Bartoszycki (Kreis Bartenstein (Ostpr.)), von 1975 bis 1998 der Woiwodschaft Olsztyn, seither der Woiwodschaft Ermland-Masuren zugehörig. Im Jahre 2021 zählte Tolko 467 Einwohner.

### Amtsbezirk Tolks (1874–1945)
Der Amtsbezirk Tolks umfasste bei seiner Errichtung im Jahre 1874 vier Dörfer. Aufgrund struktureller Veränderungen waren es am Ende noch zwei:
| Deutscher Name | Polnischer Name | Anmerkungen                     |
| -------------- | --------------- | ------------------------------- |
| Kirschitten    | Kiersity        | 1928 nach Tolks eingemeindet    |
| Lengen         | Łęg             | 1928 nach Sortlack eingemeindet |
| Sortlack       | Sortławki       |                                 |
| Tolks          | Tolko           |                                 |

Im Jahre 1945 bildeten nur noch Sortlack und Tolks den Amtsbezirk Tolks.

## Gut Tolks

### Schloss Tolks

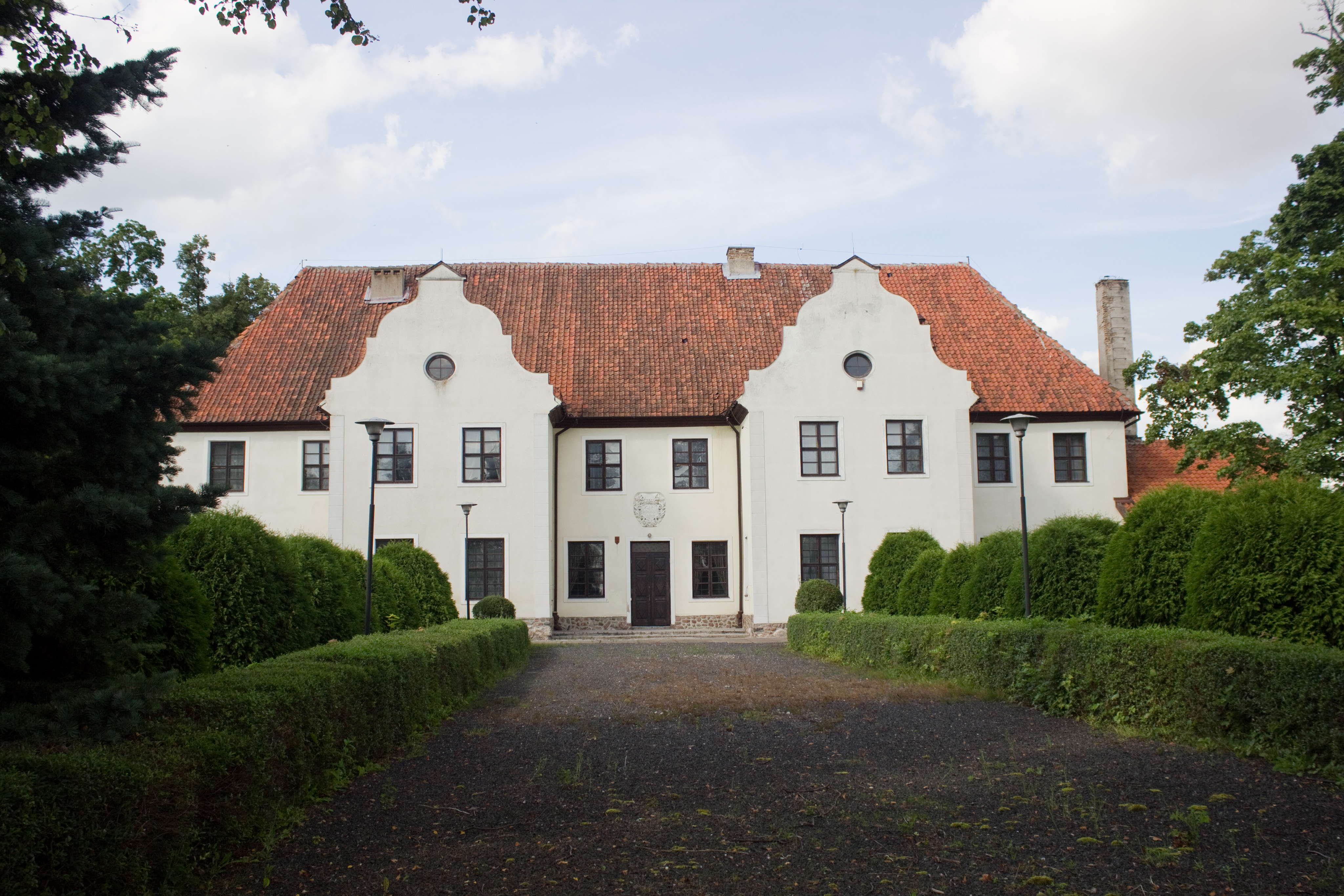
Schloss Tolks

Das für den Mittelbarock in Ostpreußen heute noch ursprünglich erhaltene Gutshaus in Tolks stammt aus dem 17. Jahrhundert. Die beiden turmähnlichen Vorbauten beiderseits des Portals waren in Ostpreußen selten. In den Ostflügel hat man Reste eines Vorgängerbaus aus dem 16. Jahrhundert eingebaut. Im 19. Jahrhundert fügte man Seitengebäude an. An das Wohngebäude grenzt ein im 17. Jahrhundert errichteter Wirtschaftshof an, der im 18. Jahrhundert durch einen weiteren, wesentlich größeren auf der gegenüberliegenden Straßenseite ergänzt wurde.
Im Hausinnern sind heute noch alte Stuckdecken und Kamine vorhanden. Besonders zu erwähnen ist die Doppellauftreppe mit Büsten im Eingangsbereich. Über dem Haupteingang des Schlosses befindet sich ein Wappen mit dem Johanniterkreuz, das an Georg von Tettau (1837–1930), Komtur des Johanniterordens, erinnert.
Das Gutshaus in Tolks, das nach dem Zweiten Weltkrieg von einem Staatsgut genutzt wurde, ist in gutem baulichen Zustand. Es ist heute in Privatbesitz.

### Gutsbetrieb
Im Jahre 1932 gehörten zum Landwirtschaftsbetrieb Tolks ca. 300 Schweine und 800 Schafe. Das Gut Tolks war der größte Schafzüchter im Kreis Preußisch Eylau. Unter den Schafen befanden sich die Skudden, auch Masuren- oder Bauernschafe genannt, die zur ältesten Landschaftsrasse Deutschlands gehörten.
Auf dem Hof Tolks wurde auch Pferdezucht betrieben, die den Namen Tolks überregional bekannt machte.
Nach 1945 wurden auf dem qualitativen Ackerboden in Tolks Zuckerrüben angebaut. Bis 1989 war in die ehemaligen Gutsräumlichkeiten ein Staatsbetrieb eingezogen.

## Religion

### Christentum

#### Evangelisch
Bis 1945 war das Dorf Tolks in die evangelische Kirche Borken (Ostpreußen) (polnisch Borken) in der Kirchenprovinz Ostpreußen der Kirche der Altpreußischen Union eingepfarrt, während der Hof Tolks zur Kirche Reddenau (polnisch Rodnowo) gehörte, deren Patrone die Herren auf Tolks waren.
Das heutige Tolko ist nun in die evangelische Kirchengemeinde Bartoszyce integriert. Sie ist eine Filialgemeinde der Pfarrei St. Johannes in Kętrzyn (Rastenburg) in der Diözese Masuren der Evangelisch-Augsburgischen Kirche in Polen.

#### Römisch-katholisch

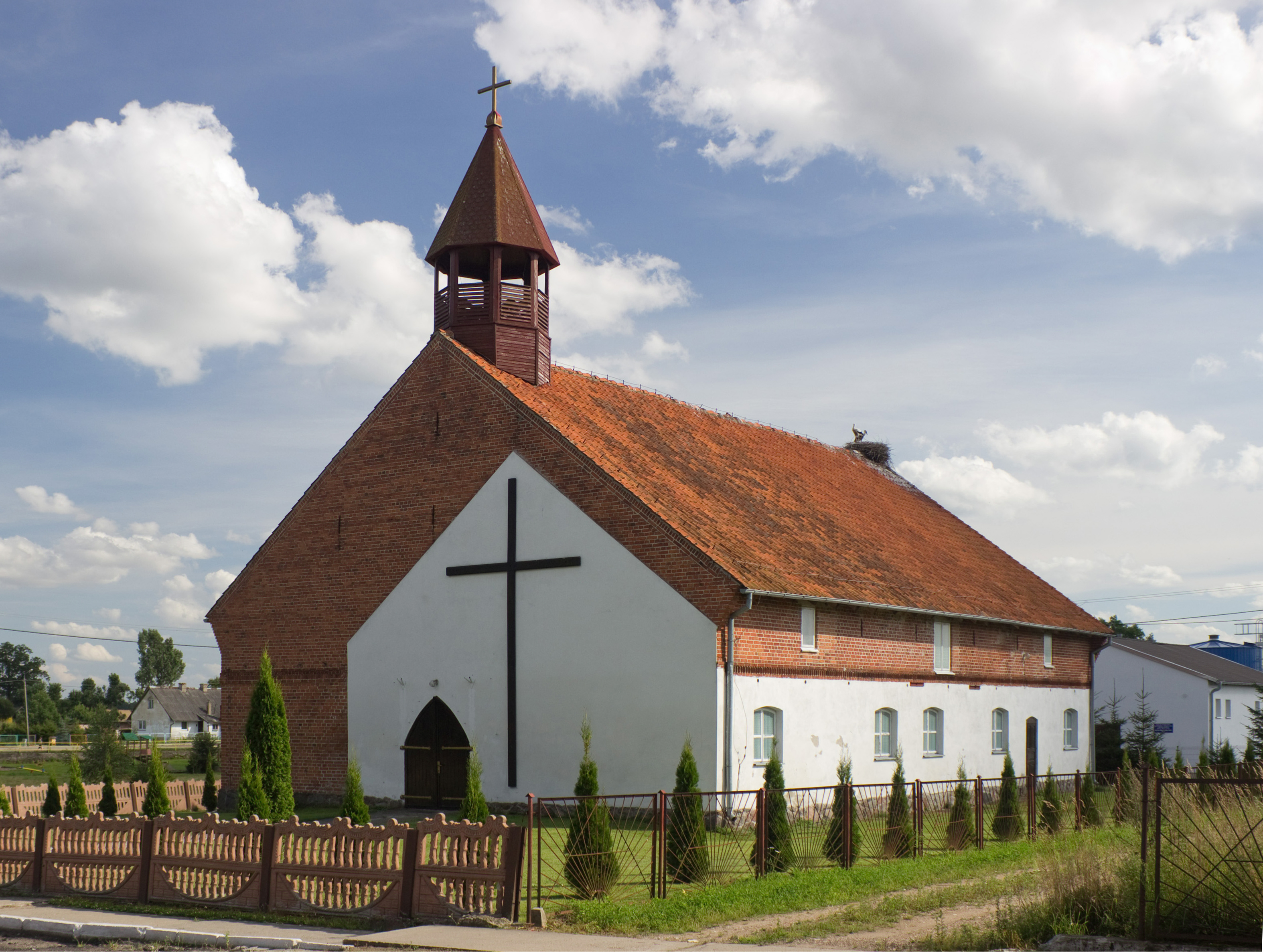
Die Kirche in Tolko

Tolks war bis 1945 und Tolko auch danach zur Pfarrei in Bartoszyce (Bartenstein) im damaligen Bistum Ermland eingegliedert. Heute verfügt Tolko mit der Kościół św. Wojciecha über eine eigene Kirche, die von der Pfarrei der Mutter Gottes vom Skapulier in Rodnowo (Reddenau) im Dekanat Górowo Iławeckie (Landsberg (Ostpreußen)) des jetzigen Erzbistums Ermland betreut wird.

## Verkehr
Tolko liegt an der verkehrsreichen Woiwodschaftsstraße 512, die von der polnisch-russischen Staatsgrenze bei Szczurkowo (Schönbruch) über Bartoszyce (Bartenstein) und Górowo Iławeckie (Landsberg) bis nach Pieniężno (Mehlsack) führt. Regionale Nebenstraßen verbinden außerdem die Nachbarorte mit Tolko.
Eine Bahnanbindung besteht nicht mehr, seit die nächstgelegene Bahnstation Bartoszyce vom Bahnverkehr abgeschnitten ist.

## Persönlichkeiten des Ortes

### Aus dem Ort gebürtig
- Hans Eberhard von Tettau (* 15. Februar 1585 auf Tolks, † 27. Dezember 1653 ebenda), Gutsbesitzer und preußischer Staatsmann
- Ernst Dietrich von Tettau (* 20. Februar 1716 auf Tolks), preußischer Etats- und Kriegsminister († 1766)

### Mit dem Ort verbunden
- Erich Pohl (1909–1941), Sohn des Gutsgärtners, gefallen vor Reval, verfasste das Buch Die Volkssagen Ostpreußens, das posthum 1943 erschien und seitdem verschiedentlich nachgedruckt wurde[4]

## Sonstiges
Auf einem Hügel unweit von Tolks gab es ein roh bearbeitetes Steinbild von etwa 1 Meter Höhe. Es stellte ein Männerfigur dar. Es mag als eine Art Grenzstein zwischen Natangen und Barten gewesen und als Grenzgottheit angesehen worden sein.
Zur Zeit der Hexenprozesse wurde die 14-jährige Elisabeth Gross aus Tolks angeklagt, in Albrechtsdorf (polnisch Wojciechy) ein Haus auf Befehl des Teufels angezündet und gar mit dem Teufel ein intimes Verhältnis gehabt zu haben. Dem Vernehmen nach machte sie die Aussage ohne Folter. Das Urteil ist nicht bekannt.